# 예천동부초등학교 보문분교
예천동부초등학교 보문분교는 대한민국 경상북도 예천군 보문면 수양길 40(수계리)에 있었던 공립 초등학교이다.

## 학교 연혁
- 1935년 7월 20일 : 보문공립보통학교 개교(설립인가 7월 2일)
- 1938년 4월 1일 : 보문공립심상소학교 개정
- 1941년 4월 1일 : 보문공립국민학교 개정
- 1960년 8월 13일 산성분교장 개교
- 1996년 3월 1일 : 보문초등학교로 교명 개칭
- 1999년 3월 1일 : 예천동부초등학교 분교장으로 편입
- 2008년 3월 1일 : 폐교, 예천동부초등학교 본교로 병합